# Епархия Эль-Банко
Епархия Эль-Банко (лат. Dioecesis Bancoënsis) — епархия Римско-Католической церкви с центром в городе Эль-Банко, Колумбия. Епархия Эль-Банко входит в митрополию Барранкильи. Кафедральным собором епархии Эль-Банко является церковь Пресвятой Девы Марии Канделярии.

## История
17 января 2006 года Римский папа Бенедикт XVI выпустил буллу «Munus Nostrum», которой учредил епархию Эль-Банко, выделив её из епархий Санта-Марты и Вальедупара. В этот же день епархия Эль-Банко вошла в митрополию Барранкильи.

## Ординарии епархии
- епископ Jaime Enrique Duque Correa MXY[1] (17.01.2006 — † 14.04.2013[2])
  - вакансия с 14.04.2013.

## Источник
- Annuario Pontificio, Libreria Editrice Vaticana, Città del Vaticano, 2003, ISBN 88-209-7422-3
- Булла Munus Nostrum, AAS 98 (2006), стр. 108  (лат.)